# Coup de poing balancé
Pour les articles homonymes, voir Swing.
Le coup de poing balancé, ou « swing » en anglais, est un coup de poing circulaire exécuté à grande distance avec un mouvement pendulaire autour de l’épaule, le bras relativement tendu.

## Arts martiaux
Les anglophones l’appellent également « stick-punch » (littéralement « coup de poing en bâton »). On l’assimile très souvent à un crochet de boxe très large, mais c’est une erreur car il n’utilise pas le même principe biomécanique. Dans le coup de poing balancé, le segment de frappe arrive parallèlement à la cible visée, alors que pour le crochet, le segment de frappe est plutôt perpendiculaire à la cible.

C’est le coup « bâtard » de la boxe. Il est souvent utilisé par instinct et donné à l’emporte-pièce (on dit également à la « godille ») c’est-à-dire qu’il ne cherche pas à s’arrêter sur la cible mais à la dépasser (coup dit « défonçant »). Il est souvent le lot des « batailleurs » qui ne possèdent pas les bases techniques fondamentales. Il ne doit pas être enseigné aux débutants, au risque d’obtenir une boxe sans style, voire dangereuse notamment pour les partenaires d’entraînement (sparring-partner).

### Illustration en boxe

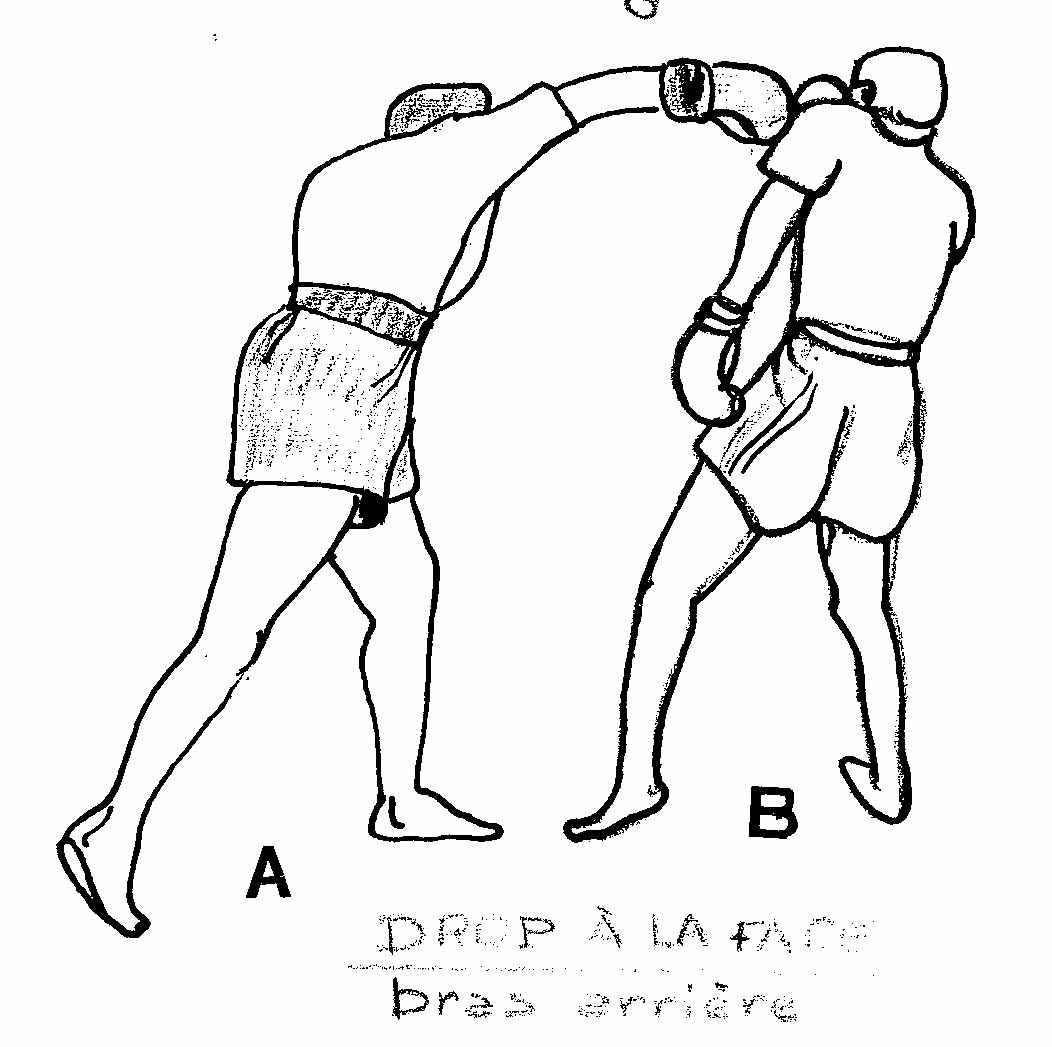
Swing horizontal en attaque
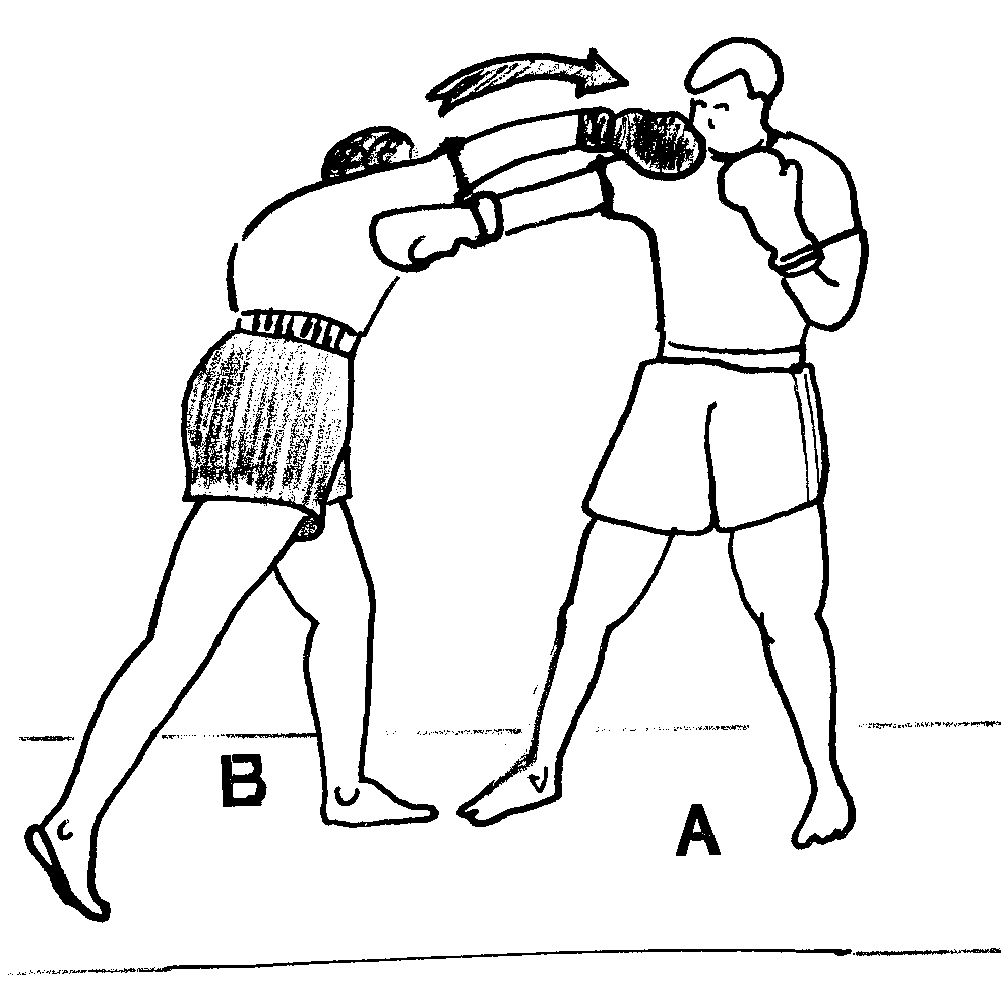
Swing en contre
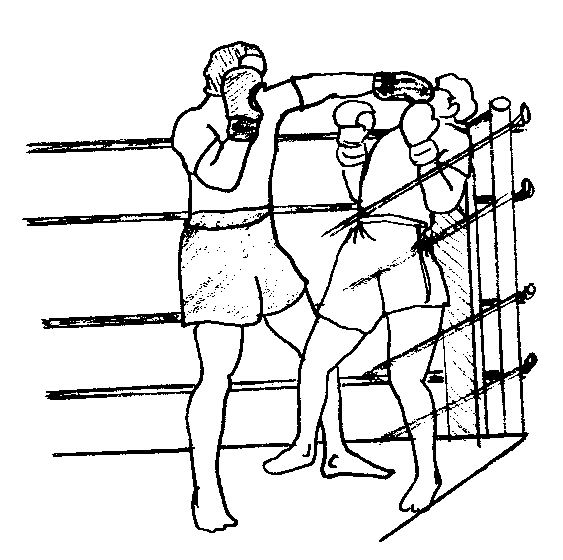
Swing après un enfermement dans le coin